# Sarańsk (okręg miejski)
Sarańsk (ros. Городской округ Саранск, erzja Саранск ош, moksza Саранск ошсь, Саранскяйсь) – okręg miejski, jednostka administracyjna wchodząca w skład Republiki Mordowii w Rosji.
W jego granicach usytuowane są m.in. miejscowości: Sarańsk (centrum administracyjne okręgu), Goriajnowka, Zykowo, Łuchowka, Makarowka, Napolna Tawła, Nikołajewka, Jałga, Gribojedowo, Dobrowolnyj, Iwanowka, Kulikowka, Monastyrskoje, Oziornyj, Polanki, Puszkino, Taniejewka.